# 达尔内塔勒
达尔内塔勒（法語：Darnétal，法語發音：[dɑʁnetɑl]），法国西北部城市，诺曼底大区滨海塞纳省的一个市镇，隶属于鲁昂区，其市镇面积为4.93平方公里，2022年1月1日时人口数量为9,652人，在法国城市中排名第1,049位。
达尔内塔勒位于滨海塞纳省东南部，省会鲁昂市区东北，是鲁昂诺曼底都会区的组成部分，法国国立诺曼底高等建筑学校位于其境内，另有两条干线铁路在此交汇。

## 地名来源

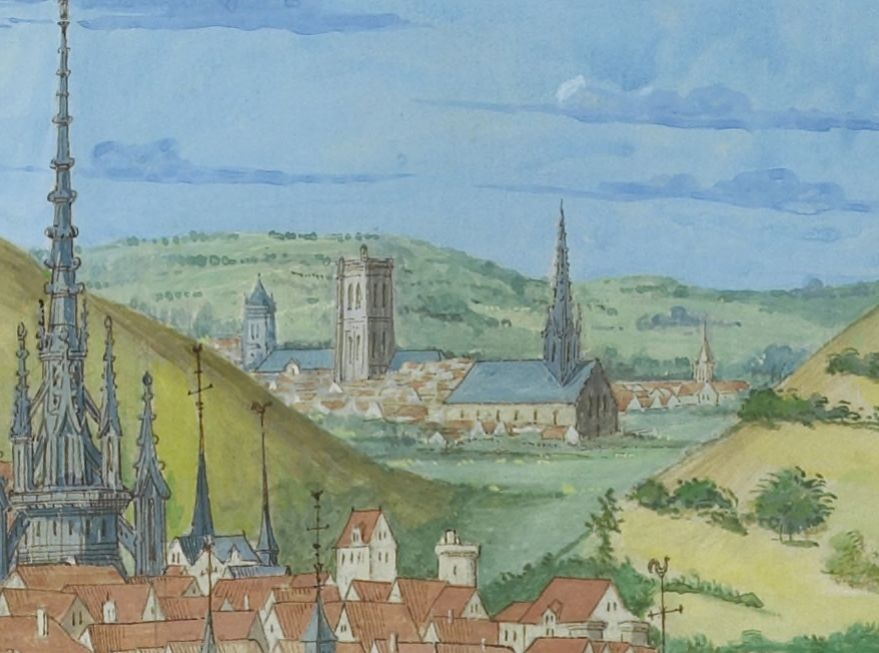
1525年的达尔内塔勒（绘画）

“达尔内塔勒”一名最初于1096年以的形式被记载，根据法国语言学家阿尔贝·多扎的论述，其名称来源于某种日耳曼语的词汇“darn”，意为“阴影”，可能与当地的谷地地形有关。

## 历史
达尔内塔勒的早期历史尚无确切记载及考证，但根据法国历史学家让·伯努瓦·代西雷·科谢的论述，达尔内塔勒附近在高卢-罗马时期就已出现城镇，被称为。12世纪时，欧贝特河上出现了一处磨坊，附近逐渐形成聚落。法国大革命后，达尔内塔勒成为滨海塞纳省的一个市镇。工业革命期间，两条干线铁路在此交汇，当地由此出现了工业部门。二战后，达尔内塔勒随着鲁昂的城市扩张而得到发展，人口数量逐年增加。

## 地理

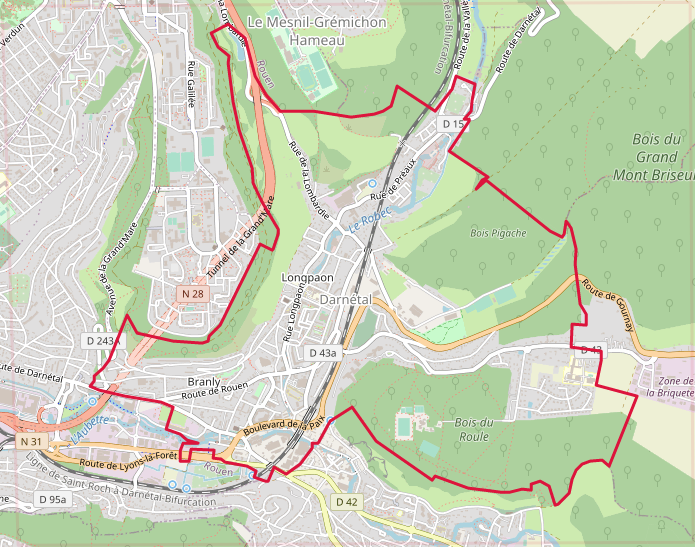
达尔内塔勒市镇范围

达尔内塔勒位于法国西北部，诺曼底大区东部和滨海塞纳省东南部，距离省会鲁昂大约3公里。与达尔内塔勒接壤的市镇包括：圣马丹迪维维耶、龙什罗勒-叙勒维维耶、鲁昂、圣雅克-叙达尔内塔勒、圣莱热迪布尔德尼。

### 地形
达尔内塔勒市中心位于罗贝克河谷中，境内东高西低，全境海拔在13到143米之间。

### 水文
罗贝克河和欧贝特河在境内交汇，两河均是塞纳河的右岸支流。

### 植被
达尔内塔勒属于温带落叶林区，林地广泛分布于市区东部的山坡上等，均常年免费向公众开放。

### 气候
达尔内塔勒在柯本气候分类法中属于温带海洋性气候。

## 行政区划
达尔内塔勒是法国诺曼底大区滨海塞纳省的一个市镇，编号为76212。达尔内塔勒隶属于鲁昂区和滨海塞纳省第二选区，管理达尔内塔勒县，同时也是鲁昂诺曼底都会区的办公驻地。
法国国家统计与经济研究所（简称）在进行数据统计时，将达尔内塔勒及相邻的另外49个市镇设为鲁昂城市核心区，并将包括核心区在内的周边共277个市镇划为{{link-fr|鲁昂城市区|Aire urbaine de Rouen}。同时，还将达尔内塔勒市镇分为了4个“块区”（IRIS），以便于统计人口分布情况。

## 交通

### 公路
法国国道N31线和多条滨海塞纳省省道在达尔内塔勒境内交汇，诺曼底大区下属的城际客运提供巴士线路，可前往周边部分市镇。
2017年，643%的达尔内塔勒家庭拥有至少一辆的私人汽车。
2018年，达尔内塔勒境内共发生各类交通事故7起，造成7人受伤。

### 铁路
达尔内塔勒位于巴黎－勒阿弗尔铁路和亚眠－达尔内塔勒铁路的交汇处，其境内的达尔内塔勒站已于20世纪末关闭。距离达尔内塔勒最近的铁路车站为鲁昂右岸站，该站停靠前往巴黎、勒阿弗尔、亚眠和卡昂四个方向的区域列车。

### 航空
距离达尔内塔勒最近的民用航空站为巴黎戴高乐机场，距离达尔内塔勒市中心的公路里程约139公里。

### 城市公共交通
鲁昂城市公共交通（商业名称为，法语意为“技巧”）由鲁昂诺曼底都会区负责管理，法国交通发展集团负责运营。截至2021年1月，其线路网共包含1条有轨电车线路、4条大容量公交线路、5条快速公交和数十条普通公交线路，路网覆盖了整个都会区，其中途径达尔内塔勒境内的线路包括大容量公交T3线和公交22路和38路。

## 政治
达尔内塔勒的现任市长为克里斯蒂安·勒塞尔夫先生（Christian Lecerf），他是一名右翼无党派人士，在2020年的市政选举中获得了.%的支持率。
在2017年的法国总统大选中，法国第25任总统埃马纽埃尔·马克龙在达尔内塔勒获得了.%的支持率。

## 人口
2017年，达尔内塔勒市镇人口数量为9,707，在法国排名第1,049位。其中男性4,464人，女性5,243人，75岁及以上人口占7.7%，外籍人口数量为2,519人，人口密度为1,969人/平方公里，当地居民被称为（男性）或（女性）。2018年，达尔内塔勒境内出生115人，死亡人口93人。
| 年份   | 1936  | 1946  | 1954  | 1962  | 1968   | 1975   | 1982   | 1990  | 1999  | 2006  | 2007  | 2012  | 2017  |
| ------ | ----- | ----- | ----- | ----- | ------ | ------ | ------ | ----- | ----- | ----- | ----- | ----- | ----- |
| 人口數 | 7,767 | 7,765 | 8,468 | 9,995 | 11,062 | 11,765 | 10,081 | 9,779 | 9,225 | 9,403 | 9,429 | 9,418 | 9,707 |

## 经济
达尔内塔勒是鲁昂的重要卫星城，当地共有各类用人单位866家，平均历史为15年，其中98.1%为中小型企业（PME）。（电气）、（化妆品销售）及（金属制造）是当地2019年营业额最高的三个企业，分别为39,225,180欧元、31,881,695欧元和9,207,387欧元。

## 财政收入
2019年，达尔内塔勒的财政收入总额为10,189,100欧元，财政支出总额为9,034,240欧元，当年的债务总额为5,201,830欧元。
2015年，达尔内塔勒的人均月收入总额为2,154欧元，其中高级职员为3,922欧元，中级职员为2,423欧元，普通职员为1,772欧元。
2017年，达尔内塔勒境内的青壮年（15至64岁）失业率为21.8%，当地40.9%的家庭拥有纳税资格。

## 社会事务

### 教育
达尔内塔勒属于诺曼底学区。截止2019年1月1日，达尔内塔勒境内共有3所幼儿园、5所小学和2所初级中学。2018至2019学年度，达尔内塔勒境内共有在校中等教育阶段学生944名。
在高等教育方面，国立诺曼底高等建筑学校位于达尔内塔勒境内。

### 医疗
截止2019年1月1日，达尔内塔勒境内共有全科医生17名、保健师6名、牙医5名、护士9名。境内共有药房4家、养老院2家、残疾人帮扶中心1家。
达尔内塔勒是鲁昂大学中心医院的服务范围，后者是法国的一个区域性医疗机构，其主病区“夏尔·尼克尔医院”（Hôpital Charles-Nicolle）位于鲁昂市区东部，设有床位1,253个，是当地规模最大的公立综合性医院。

### 住房
2017年，达尔内塔勒境内共有各类住房4,874套，其中38.7%为独立式居民区，60.8%为集中式居民区。常住房屋占达尔内塔勒市镇范围内居民建筑总量的90%。

### 商业
2019年，达尔内塔勒境内共有各类实体商铺186家，其中餐厅19家、大型超市2家、杂货店1家、面包房7家、肉铺5家、装饰品店1家、银行门店7家、美容美发店19家、汽车维修店11家。市区南部建有大型开放式商业街区。

### 体育
2019年，达尔内塔勒境内共有1家游泳池、4间体育馆、1座综合体育场、7处网球场、1处马术场、2处足球或橄榄球场、1处篮球或排球场以及0处高尔夫球场。
截至2021年1月，达尔内塔勒境内共有两家注册足球俱乐部：
- 达尔内塔勒奥林匹克足球（Olympique de Darnétal Football），2020至2021赛季参加诺曼底大区足球联赛（法语：Ligue de football de Normandie）
- 达尔内塔勒圣雅克体育联盟（US Saint-Jacques Darnétal），2020至2021赛季参加滨海塞纳省足球联赛

### 环境
达尔内塔勒的环境事务由其所属的公共社区负责。2019年，达尔内塔勒境内共有6家污染企业。

### 治安
2019年，达尔内塔勒市镇范围内有1处派出所。
2014年，达尔内塔勒及附近地区共发生各类案件24,930起，其中盗窃类案件15,029起，经济类案件2,479起，毒品交易类案件1,497起。

## 文化
2019年，达尔内塔勒境内暂无公共文化建筑。达尔内塔勒市政府提供多媒体中心，向公众全年开放。

### 建筑
达尔内塔勒境内有多处法国国家文物保护单位，其中卡维尔圣皮埃尔教堂、隆蓬圣旺教堂等为当地的代表性建筑物。

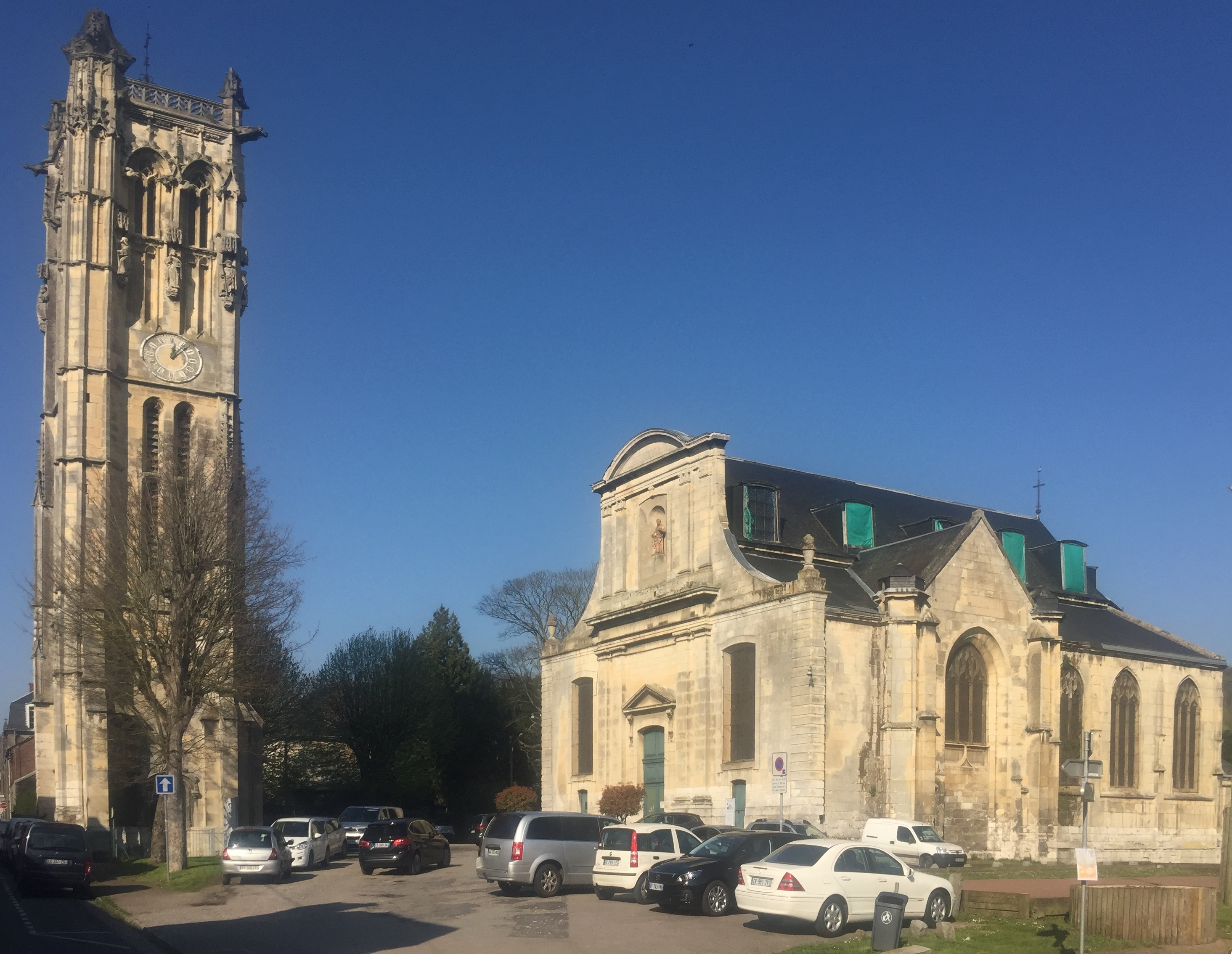
圣皮埃尔教堂（法语：Église Saint-Pierre de Carville）1
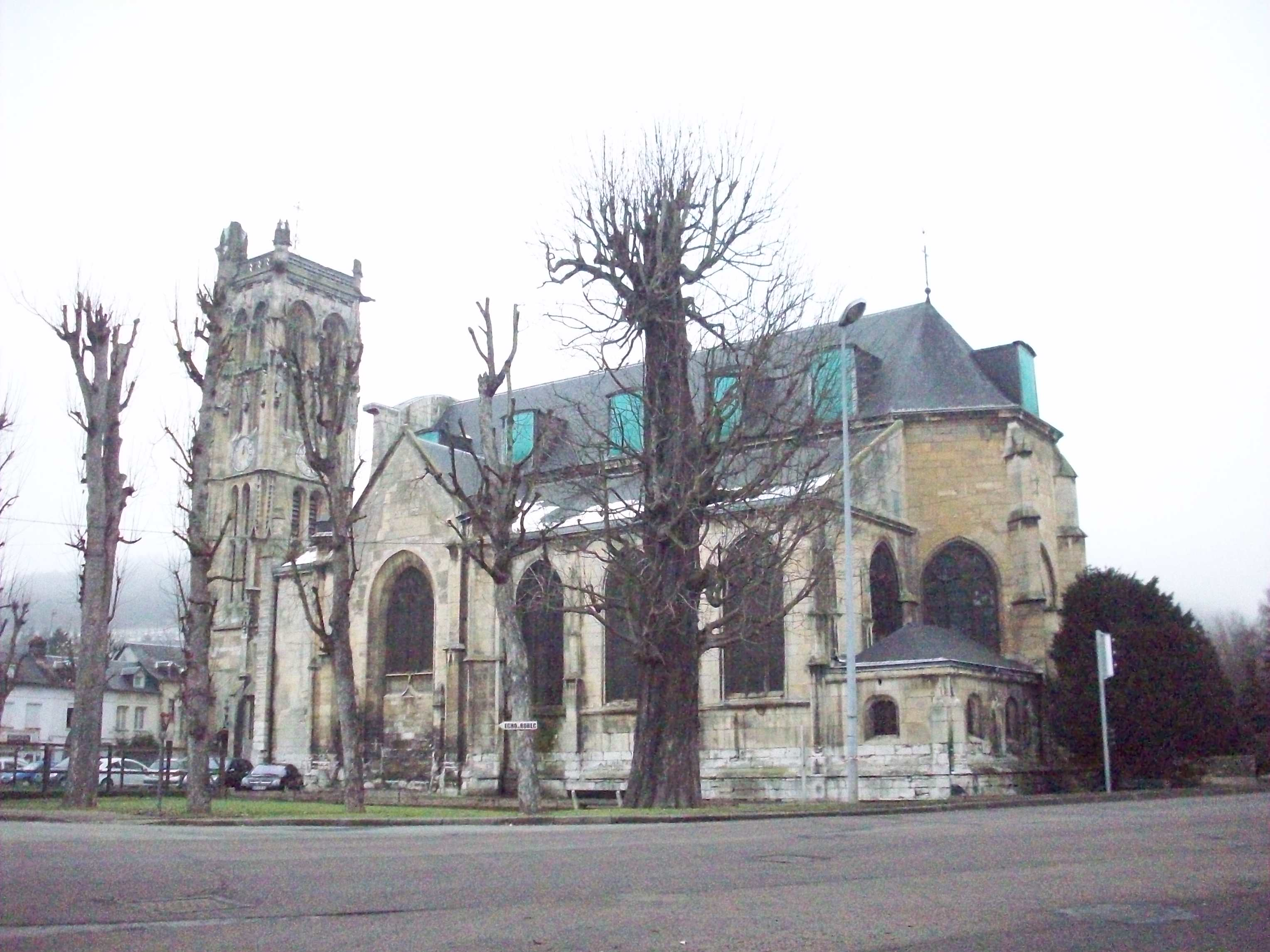
圣皮埃尔教堂2
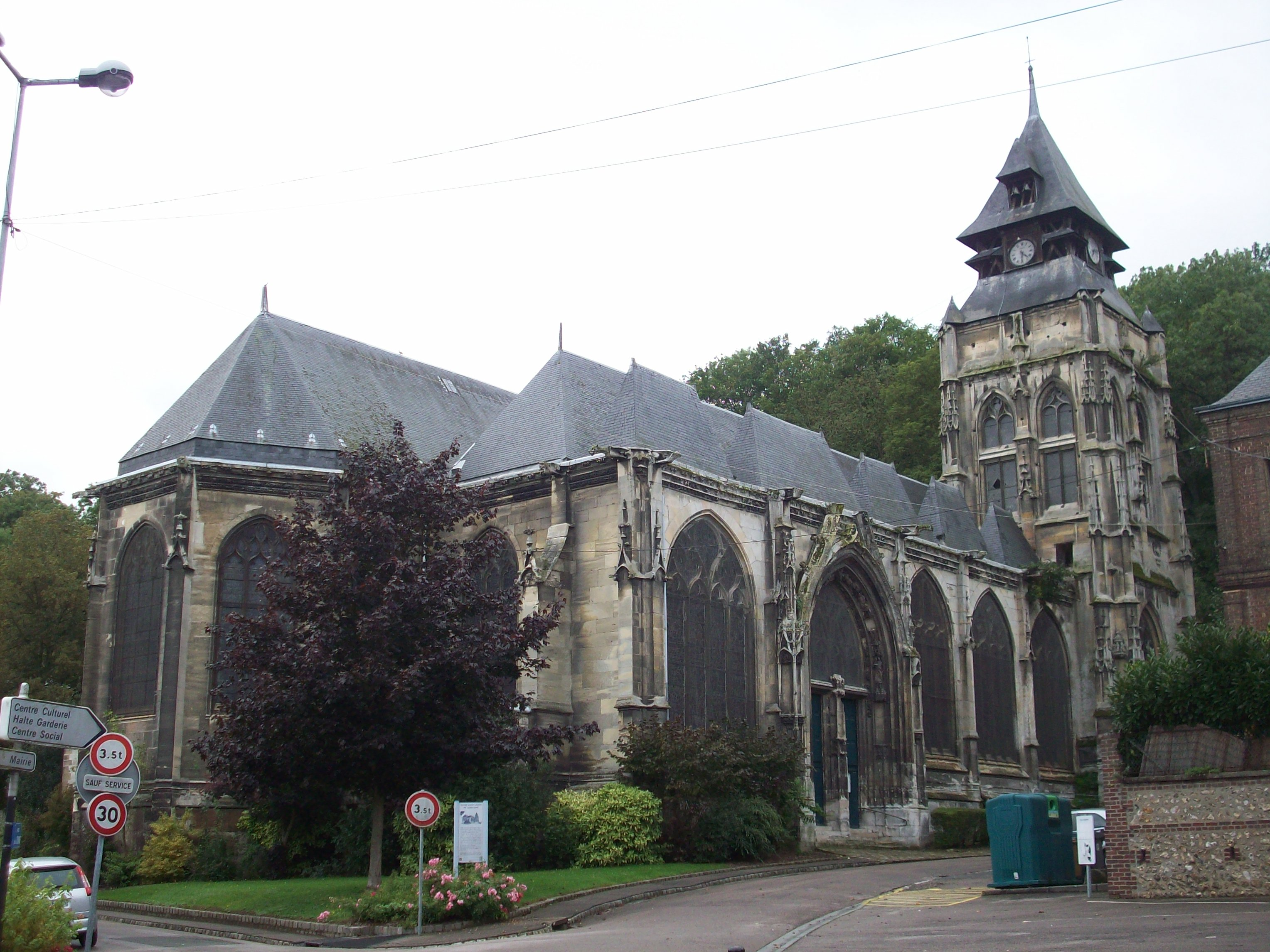
隆蓬圣旺教堂（法语：Église Saint-Ouen de Longpaon）
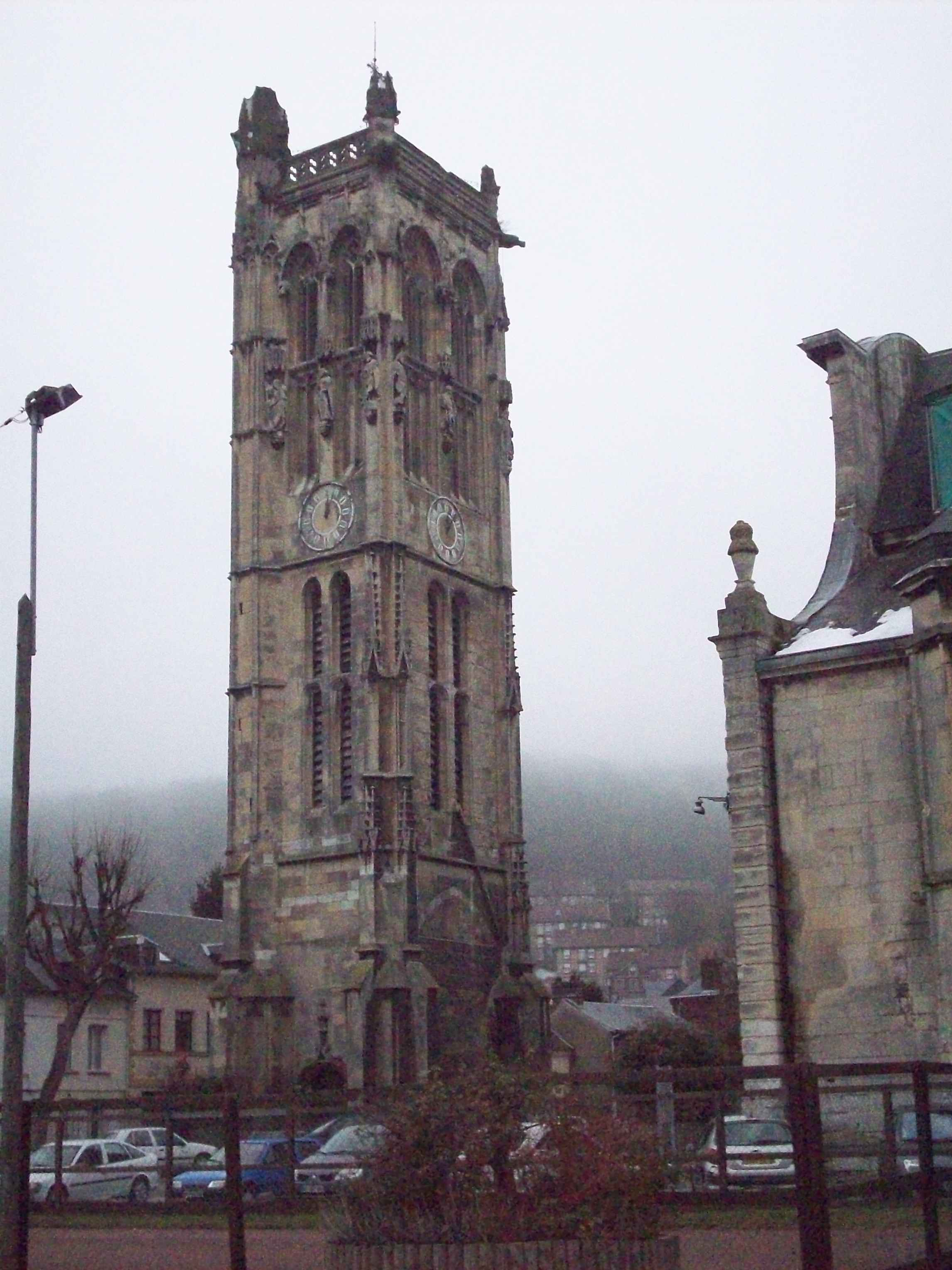
亨利四世塔
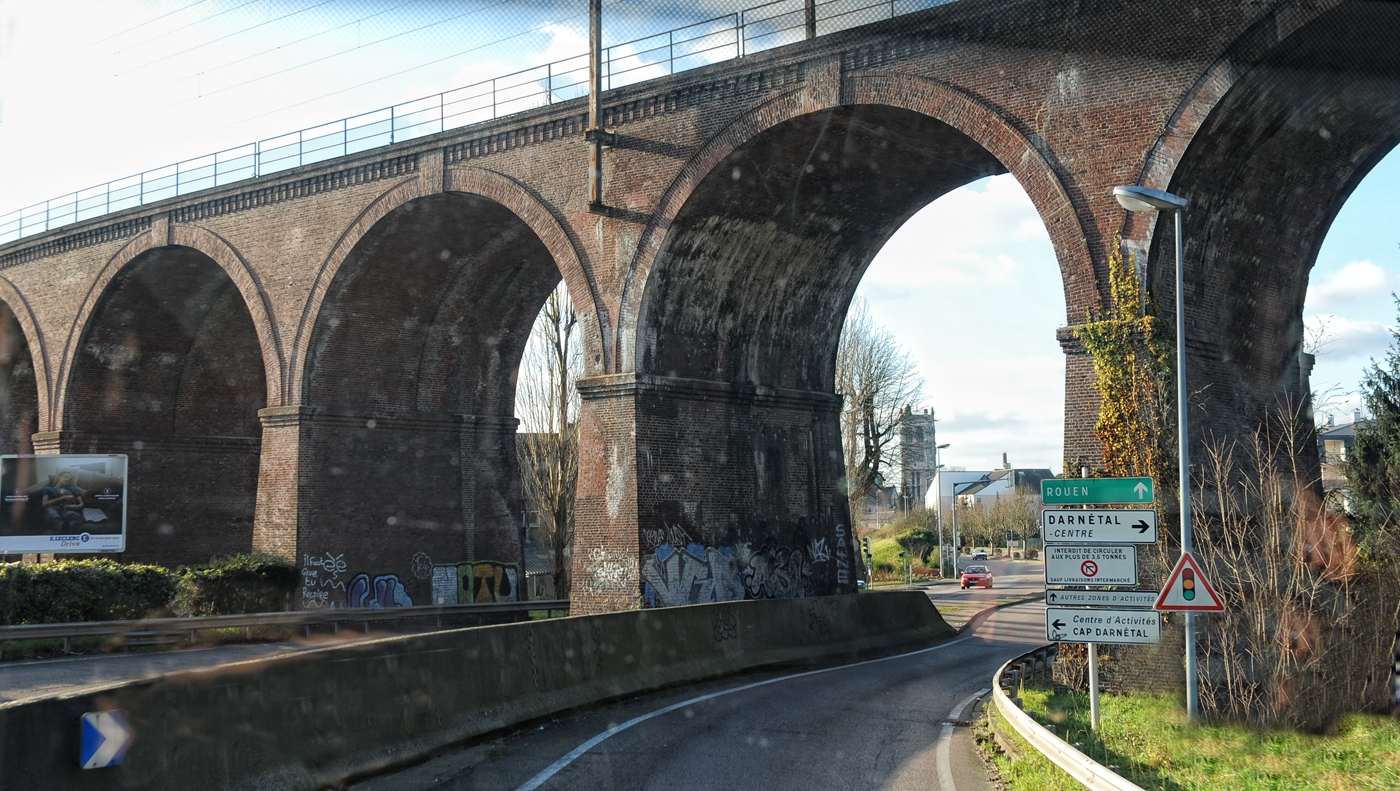
铁路桥

### 旅游
达尔内塔勒的旅游事务由其所属的公共社区负责。2020年，达尔内塔勒境内暂无游客接待设施。

### 媒体
法国主要的媒体均可在达尔内塔勒接收，法国电视三台下属的诺曼底大区频道在部分时段播出达尔内塔勒所属区域的地方新闻。

## 友好城市
截至2021年1月，达尔内塔勒共与六座城市或地区互为友好城市关系：
- 德国 于尔岑
- 英格兰 索尔河谷（英语：Soar Valley）
- 布吉納法索 蒂卡雷（法语：Tikaré）
- 義大利 托尔贾诺
- 西班牙 巴霍坎波（西班牙语：Bajo Campo）
- 波蘭 韋伊海羅沃